# Klon stachiurkolistny
Klon stachiurkolistny (Acer stachyophyllum Hiern) – gatunek drzewa z rodziny klonowatych (Aceraceae Juss.). Występuje naturalnie we wschodnich Himalajach i środkowych Chinach (prowincje Gansu, Henan, Hubei, Shaanxi, Syczuan, Junnan, Tybetański Region Autonomiczny). W Polsce jest uprawiany, wytrzymały na mróz.

## Morfologia
PokrójJest to małe drzewo, które dorasta do 10 m wysokości.
LiścieLiście są jajowate lub wydłużone, o długości do 8 cm. Są ostro piłkowane, nagie od spodu. Młode wiosenne listki są zaczerwienione.
KwiatyKwiaty są zwykle dwupienne, zebrane w gronach. Mają żółtawą barwę.
OwoceOrzeszki mają długość do 3,5 cm ze skrzydełkami wygiętymi, ustawionymi pod kątem ostrym.